# Зажогино (Псковская область)
Зажогино — деревня в Новосокольническом районе Псковской области России. Входит в состав Пригородной волости.

## География
Деревня находится в южной части Псковской области, в зоне хвойно-широколиственных лесов, при автотрассе М9, к северу от реки Большой Удрай, на расстоянии примерно 11 километров (по прямой) к западу от города Новосокольники, административного центра района. Абсолютная высота — 154 метра над уровнем моря.

### Климат
Климат характеризуется как умеренно континентальный, влажный. Среднегодовая температура воздуха — 4,8 °С. Средняя многолетняя температура самого холодного месяца (января) составляет −7,5 °С (абсолютный минимум — −46 °C), средняя температура самого тёплого (июля) — 17,4°С (абсолютный максимум — 35 °C). Продолжительность безморозного периода составляет в среднем 135 дней. Среднегодовое количество осадков — 602 мм, из которых 425 мм выпадает в период с апреля по октябрь.

### Часовой пояс
Деревня Зажогино, как и вся Псковская область, находится в часовой зоне МСК (московское время). Смещение применяемого времени относительно UTC составляет +3:00.

## История
Во время Великой Отечественной была оккупирована германо-фашистскими войсками.
2 февраля 1944 года в бою за опорный пункт Зажогино А. П. Кожевин двумя гранатами уничтожил пулемёт врага вместе с расчётом. Атакуя следующую огневую точку, будучи раненым, накрыл своим телом пулемёт, при этом взорвалась и его граната.

## Население
| 2001 | 2002 | 2010 |
| ---- | ---- | ---- |
| 1    | ↗4   | ↘2   |

Согласно результатам переписи 2002 года, в национальной структуре населения русские составляли 100 %.

## Достопримечательности
В деревне на месте гибели А. П. Кожевина силами сельских школьников и учителя А. М. Костюченко в 1999 году установлен памятный знак в виде бетонного обелиска с описанием подвига 18-летнего А. П. Кожевина, ценой своей жизни закрывшего пулемёт врага.